# Aldo Cevenini
Aldo Cevenini (Arona, 8 novembre 1889 – Deiva Marina, 21 ottobre 1973) è stato un calciatore italiano, di ruolo attaccante.

## Caratteristiche tecniche
(dalla rivista La Domenica Sportiva, 12 dicembre 1926)

## Carriera
Conosciuto anche come Cevenini I, soprannominato "Cevenna" fu il primo di una celebre dinastia di cinque fratelli che ebbe in Luigi, il terzo, il maggior esponente. Aldo, dal canto suo, fu il primo centravanti titolare della Nazionale italiana.
Giocò nel Milan fino al 1912, costituendo, insieme a Louis Van Hege, la prima prolifica coppia d'attacco dei rossoneri, e successivamente nel periodo bellico dal 1915 al 1919, disputando complessivamente con i rossoneri 84 partite, di cui 42 in campionato e 42 in Coppa Federale 1915-1916, Coppa Regionale Lombarda e Coppa Mauro, segnando 83 gol (26 in campionato e 57 nelle coppe). Nel 1912 passò ai rivali dell'Inter, con i quali militava anche il fratello Luigi, dove disputò in totale sei campionati, totalizzando 91 presenze e 46 gol. Esordì in nazionale il 15 maggio 1910 nella storica prima partita contro la Francia e fu il centravanti titolare per le prime 7 partite. La sua carriera in azzurro terminò tuttavia nel 1915, il 31 gennaio, quando tenne a battesimo in azzurro il fratello minore. In quell'occasione andarono a rete entrambi; per Aldo fu la terza rete in 11 presenze.
Alla ripresa dei campionati dopo la prima guerra mondiale, dopo altre tre stagioni all'Inter, con cui vinse uno scudetto nel 1919-20 ed una alla Novese, con cui fu campione d'Italia nell'anno dello scisma dei campionati, si ritirò dall'attività.
La dinastia dei 5 fratelli calciatori si compone, oltre a lui, anche di Mario, Luigi, Cesare e Carlo.

## Statistiche

### Presenze e reti nei club
| Stagione        | Squadra         | Campionato      | Campionato | Campionato | Coppe nazionali | Coppe nazionali | Coppe nazionali | Coppe continentali | Coppe continentali | Coppe continentali | Altre coppe | Altre coppe | Altre coppe | Totale | Totale |
| Stagione        | Squadra         | Comp            | Pres       | Reti       | Comp            | Pres            | Reti            | Comp               | Pres               | Reti               | Comp        | Pres        | Reti        | Pres   | Reti   |
| --------------- | --------------- | --------------- | ---------- | ---------- | --------------- | --------------- | --------------- | ------------------ | ------------------ | ------------------ | ----------- | ----------- | ----------- | ------ | ------ |
| 1909-1910       | Milan           | PC              | 13         | 1          | -               | -               | -               | -                  | -                  | -                  | -           | -           | -           | 13     | 1      |
| 1910-1911       | Milan           | PC              | 12         | 7          | -               | -               | -               | -                  | -                  | -                  | -           | -           | -           | 12     | 7      |
| 1911-1912       | Milan           | PC              | 17         | 18         | -               | -               | -               | -                  | -                  | -                  | -           | -           | -           | 17     | 18     |
| 1912-1913       | Inter           | PC              | 3          | 2          | -               | -               | -               | -                  | -                  | -                  | -           | -           | -           | 3      | 2      |
| 1913-1914       | Inter           | PC              | 27         | 33         | -               | -               | -               | -                  | -                  | -                  | -           | -           | -           | 27     | 33     |
| 1914-1915       | Inter           | PC              | 21         | 7          | -               | -               | -               | -                  | -                  | -                  | -           | -           | -           | 21     | 7      |
| 1915-1916       | Milan           | -               | -          | -          | -               | -               | -               | -                  | -                  | -                  | CF          | 9           | 10          | 9      | 10     |
| 1916-1917       | Milan           | -               | -          | -          | -               | -               | -               | -                  | -                  | -                  | CRL         | 12          | 20          | 12     | 20     |
| 1917-1918       | Milan           | -               | -          | -          | -               | -               | -               | -                  | -                  | -                  | CM          | 11          | 21          | 11     | 21     |
| 1918-1919       | Milan           | -               | -          | -          | -               | -               | -               | -                  | -                  | -                  | CM          | 10          | 6           | 10     | 6      |
| Totale Milan    | Totale Milan    | Totale Milan    | 42         | 26         |                 | -               | -               |                    | -                  | -                  |             | 42          | 57          | 84     | 83     |
| 1919-1920       | Inter           | PC              | 4          | 1          | -               | -               | -               | -                  | -                  | -                  | -           | -           | -           | 4      | 1      |
| 1920-1921       | Inter           | PC              | 14         | 1          | -               | -               | -               | -                  | -                  | -                  | -           | -           | -           | 14     | 1      |
| 1922-1923       | Inter           | PD              | 22         | 2          | -               | -               | -               | -                  | -                  | -                  | -           | -           | -           | 22     | 2      |
| Totale Inter    | Totale Inter    | Totale Inter    | 91         | 46         |                 | -               | -               |                    | -                  | -                  |             | -           | -           | 91     | 46     |
| Totale carriera | Totale carriera | Totale carriera | 133        | 72         |                 | -               | -               |                    | -                  | -                  |             | 42          | 57          | 175    | 129    |

### Cronologia presenze e reti in Nazionale
| Cronologia completa delle presenze e delle reti in nazionale ― Italia | Cronologia completa delle presenze e delle reti in nazionale ― Italia | Cronologia completa delle presenze e delle reti in nazionale ― Italia | Cronologia completa delle presenze e delle reti in nazionale ― Italia | Cronologia completa delle presenze e delle reti in nazionale ― Italia | Cronologia completa delle presenze e delle reti in nazionale ― Italia | Cronologia completa delle presenze e delle reti in nazionale ― Italia | Cronologia completa delle presenze e delle reti in nazionale ― Italia |
| Data                                                                  | Città                                                                 | In casa                                                               | Risultato                                                             | Ospiti                                                                | Competizione                                                          | Reti                                                                  | Note                                                                  |
| --------------------------------------------------------------------- | --------------------------------------------------------------------- | --------------------------------------------------------------------- | --------------------------------------------------------------------- | --------------------------------------------------------------------- | --------------------------------------------------------------------- | --------------------------------------------------------------------- | --------------------------------------------------------------------- |
| 15-5-1910                                                             | Milano                                                                | Italia                                                                | 6 – 2                                                                 | Francia                                                               | Amichevole                                                            | -                                                                     | Prima partita della Nazionale italiana                                |
| 26-5-1910                                                             | Budapest                                                              | Ungheria                                                              | 6 – 1                                                                 | Italia                                                                | Amichevole                                                            | -                                                                     | Prima sconfitta della Nazionale italiana                              |
| 6-1-1911                                                              | Milano                                                                | Italia                                                                | 0 – 1                                                                 | Ungheria                                                              | Amichevole                                                            | -                                                                     |                                                                       |
| 9-4-1911                                                              | Saint-Ouen                                                            | Francia                                                               | 2 – 2                                                                 | Italia                                                                | Amichevole                                                            | -                                                                     |                                                                       |
| 7-5-1911                                                              | Milano                                                                | Italia                                                                | 2 – 2                                                                 | Svizzera                                                              | Amichevole                                                            | -                                                                     |                                                                       |
| 21-5-1911                                                             | La Chaux-de-Fonds                                                     | Svizzera                                                              | 3 – 0                                                                 | Italia                                                                | Amichevole                                                            | -                                                                     |                                                                       |
| 17-3-1912                                                             | Torino                                                                | Italia                                                                | 3 – 4                                                                 | Francia                                                               | Amichevole                                                            | 1                                                                     |                                                                       |
| 12-1-1913                                                             | Saint-Ouen                                                            | Francia                                                               | 1 – 0                                                                 | Italia                                                                | Amichevole                                                            | -                                                                     |                                                                       |
| 29-3-1914                                                             | Torino                                                                | Italia                                                                | 2 – 0                                                                 | Francia                                                               | Amichevole                                                            | 1                                                                     |                                                                       |
| 5-4-1914                                                              | Genova                                                                | Italia                                                                | 1 – 1                                                                 | Svizzera                                                              | Amichevole                                                            | -                                                                     |                                                                       |
| 31-1-1915                                                             | Torino                                                                | Italia                                                                | 3 – 1                                                                 | Svizzera                                                              | Amichevole                                                            | 2                                                                     |                                                                       |
| Totale                                                                |                                                                       | Presenze                                                              | 11                                                                    |                                                                       | Reti                                                                  | 4                                                                     |                                                                       |

## Palmarès

### Giocatore

#### Competizioni nazionali
- Coppa Federale: 1

Milan: 1915-1916
- Campionato italiano: 2

Inter: 1919-1920
Novese: 1921-1922

#### Competizioni regionali
- Coppa Lombardia: 1

Milan: 1916-1917
- Coppa Mauro: 1

Milan: 1917-1918

### Allenatore

#### Competizioni nazionali
- Prima Divisione: 1

Pavia: 1932-1933